# Odontonema barlerioides
Odontonema barlerioides är en akantusväxtart som först beskrevs av Christian Gottfried Daniel Nees von Esenbeck, och fick sitt nu gällande namn av Carl Ernst Otto Kuntze. Odontonema barlerioides ingår i släktet Odontonema och familjen akantusväxter. Inga underarter finns listade i Catalogue of Life.